# 衣谷遊
衣谷遊（本名：池本裕治，1962年—），日本漫畫家。出身於愛媛縣北宇和郡松野町。

## 作品列表

### 漫畫作品
- ALCBANE（日语：ALCBANE）（原作：高樹宙、機械設定：福地仁，「Hero X-line（日语：ヒーロークロスライン）」連載，全3冊）
- AMON 惡魔人默示錄（原作：永井豪，講談社「月刊MagazineZ（日语：月刊マガジンZ）」連載，全6冊）
- 聖戰士DUNBINE異傳 銀龍之章（萬代「Cyber Comics（日语：サイバーコミックス）」連載，全1冊）
- （改題。角川書店「Comic Conp（日语：コミックコンプ）」→MediaWorks「月刊電擊Comic Gao！」連載，全7冊）
- 極東奇譚（講談社「月刊MagzineZ」連載，全3冊）
- 懲（全1冊）
- JAJA姬武勇傳（原作：中村兔（日语：中村うさぎ），MediaWorks「月刊電擊Comic Gao！」連載，全3冊）
- 蒸汽男孩（原作：大友克洋，講談社「月刊MagazineZ」連載，全2冊）※原創電影動畫漫畫化作品。
- 惡魔人默示錄 STRANGE DAYS（原作：永井豪、講談社「月刊マガジンZ」連載，全1冊）
- 白龍（原作：和田慎二，學習研究社「Comic NORA（日语：月刊コミックNORA）」連載，全3冊）
- Shion－漂泊的抒情詩人系列（東京三世社，全3冊）
  - Shion（新裝版）（東京Editors，全1冊）
- 悠久之風傳說 來自最终幻想III（原作：寺田憲史，角川書店「Maru勝Famicom（日语：マル勝ファミコン）」連載，全3冊）
- （艾尼克斯「月刊GFantasy」連載，全2冊）
- Leviathan（日语：リヴァイアサン (漫画)）（原作：大塚英志，MediaWorks「月刊電擊Comic Gao！」連載，全12冊）
- &（MediaWorks「月刊電擊Comic Gao！」連載，全3冊）
- 攻殼機動隊 STAND ALONE COMPLEX（講談社「週刊Young Magazine」→「月刊Young Magazine（日语：月刊ヤングマガジン）」連載，全5冊）
- 衣谷遊作品集（學習研究社，全1冊／短篇集）東立出版社
- 攻殼機動隊 STAND ALONE COMPLEX ～The Laughing Man～（DeNA「Manga Box（日语：マンガボックス）」連載，全4冊）

### 插圖
- （著者：高畑京一郎，MediaWorks，封面插圖）
- Y's art works 衣谷遊畫集（MediaWorks，2006年 ISBN 978-4840233309）